# Xatague
Die Xatague war ein ostindisches Gewichtsmaß an der Koromandelküste und auch in Bengalen.
- 1 Xatague = 31 ¼ Pagoden = 1/16 Seyra = 17 ⅜ Gramm[1]